# Charles Denner
Charles Denner (Tarnów, 28 mei 1926 - Dreux, 10 september 1995) was een Frans film- en toneelacteur.

## Leven en werk

### Afkomst en de Tweede Wereldoorlog
Charles Denner werd geboren in een gezin van Poolse joden. Toen hij vier jaar was verhuisde de familie naar Parijs. Tijdens de Tweede Wereldoorlog vluchtte de familie naar de Vrije Zone en kwam terecht in Brive-la-Gaillarde. Samen met zijn oudere broer sloot hij zich aan bij de Résistance, en meer bepaald bij het Maquis du Vercors waar hij ernstig verwond raakte.

### Toneel
Na de oorlog ging hij toneellessen volgen bij Charles Dullin. Hij deed heel wat ervaring op totdat hij in Parijs de rangen van het Théâtre national populaire (TNP) van Jean Vilar kwam versterken. Bijna twintig jaar lang speelde hij mee in stukken, meestal in een regie van Vilar zelf alsook van Gérard Philipe en Georges Wilson. Met het gezelschap was hij regelmatig te gast op het Festival van Avignon. 

### Film en succes met de cineasten van de Nouvelle Vague
In 1955 kreeg hij via hoofdrolspeler Gérard Philipe de kleine rol van collega-ingenieur te pakken in het filmdrama La Meilleure Part. Twee jaar later was hij de politie-inspecteur in Louis Malle's noodlotsdrama Ascenseur pour l'échafaud. In 1962 brak hij definitief door in de rol van seriemoordenaar Henri-Désiré Landru in het gelijknamige drama van Claude Chabrol. Vanaf dan hield hij zich intenser bezig met zijn filmcarrière en verscheen hij nog maar sporadisch op de planken. De Nouvelle Vague-cineasten Malle en Chabrol maakten meermaals gebruik van zijn acteertalent. Ook hun collega François Truffaut deed drie keer een beroep op hem en schonk hem wellicht zijn mooiste rol in de tragikomedie L'Homme qui aimait les femmes (1976). Een ganse film lang speelde hij er, enkel en alleen omringd door vrouwelijk schoon, een geboren charmeur, een obsessionele fetisjist en esthetisch bewogen vrouwenverzamelaar tot het hem zijn dood kostte. 

### Andere vruchtbare samenwerkingen
Hij werkte meerdere keren samen met Claude Berri (die hem twee pakkende vaderrollen gaf), Costa-Gavras (onder meer in het beklijvende politieke drama Z), Henri Verneuil (die hem rollen van inspecteur of detective gaf in twee thrillers)...  Claude Lelouch maakte van hem in de jaren zeventig zijn lievelingsacteur met als hoogtepunt het romantisch drama Toute une vie (1974). 

### Ziekte
Golden Eighties van Chantal Akerman betekende zijn zwanenzang want in 1985 werd er keelkanker bij hem vastgesteld. Na een lange slepende ziekte overleed hij tien jaar later op 69-jarige leeftijd. Hij ligt begraven op het cimetière parisien de Bagneux.

## Filmografie (lange speelfilms)
- 1941 - Volpone (Maurice Tourneur) (korte verschijning)
- 1951 - Avignon, bastion de la Provence (korte film) (James Cuénet) (verteller)
- 1954 - Poisson d'avril (Gilles Grangier)
- 1955 - Les Hommes en blanc (Ralph Habib)
- 1955 - La Meilleure Part (Yves Allégret)
- 1957 - Ascenseur pour l'échafaud (Louis Malle)
- 1962 - Landru (Claude Chabrol)
- 1964 - Mata Hari, agent H21 (Jean-Louis Richard)
- 1964 - L'Aube des damnés (Ahmed Rachedi)
- 1964 - La Vie à l'envers (Alain Jessua)
- 1964 - Les Pieds nickelés (Jean-Claude Chambon)
- 1964 - Les Plus Belles Escroqueries du monde (Claude Chabrol)
- 1965 - Marie-Chantal contre docteur Kha (Claude Chabrol)
- 1965 - Compartiment tueurs (Costa-Gavras)
- 1966 - Le Vieil Homme et l'Enfant (Claude Berri)
- 1966 - YUL 871 (Jacques Godbout)
- 1966 - Le Voleur (Louis Malle)
- 1967 - Héraclite l'obscur (Patrick Deval) (korte film)
- 1968 - La mariée était en noir (François Truffaut)
- 1968 - La Trêve (Claude Guillemot)
- 1969 - Le Corps de Diane (Jean-Louis Richard)
- 1969 - Z (Costa-Gavras)
- 1970 - Le Voyou (Claude Lelouch)
- 1971 - Les Mariés de l'an II (Jean-Paul Rappeneau)
- 1971 - Les Assassins de l'ordre (Marcel Carné)
- 1972 - L'aventure c'est l'aventure (Claude Lelouch)
- 1972 - Une belle fille comme moi (François Truffaut)
- 1973 - Les Gaspards (Pierre Tchernia)
- 1973 - Un officier de police sans importance (Jean Larriaga)
- 1973 - L'Héritier (Philippe Labro)
- 1973 - Défense de savoir (Nadine Trintignant)
- 1974 - Toute une vie (Claude Lelouch)
- 1975 - Vous ne l'emporterez pas au paradis (François Dupont-Midy)
- 1975 - Peur sur la ville (Henri Verneuil)
- 1976 - La Première Fois (Claude Berri)
- 1976 - Mado (Claude Sautet)
- 1976 - Si c'était à refaire (Claude Lelouch)
- 1977 - L'Homme qui aimait les femmes (François Truffaut)
- 1978 - L'Affaire Savolta (Antonio Drove)
- 1978 - Robert et Robert (Claude Lelouch)
- 1980 - Le Cœur à l'envers (Franck Apprederis)
- 1982 - L'Honneur d'un capitaine (Pierre Schoendoerffer)
- 1982 - Mille milliards de dollars (Henri Verneuil)
- 1983 - Stella (Laurent Heynemann)
- 1983 - Les Années 80 (Chantal Akerman)
- 1983 - Rock 'n Torah (Le préféré) (Marc-André Grynbaum)
- 1986 - L'Unique (Jérôme Diamant-Berger)
- 1986 - Golden Eighties (Chantal Akerman)

## Nominaties
- 1977 - Si c'était à refaire : César voor beste acteur in een bijrol
- 1978 - L'Homme qui aimait les femmes : César voor beste acteur

- Biblioteca Nacional de España: XX1617284
- Bibliothèque nationale de France: cb131853609 (data)
- Gemeinsame Normdatei: 142516635
- International Standard Name Identifier: 0000 0001 2140 3245
- Library of Congress Control Number: no96052809
- Nationale Bibliotheek van Tsjechië: xx0151803
- Nationale Bibliotheek van Israël: 987007319433105171
- Nederlandse Thesaurus van Auteursnamen: 265432405
- Système universitaire de documentation: 035376201
- Virtual International Authority File: 76456051
- WorldCat: E39PBJkMMhQxKpRFYJtV7XMByd